# ماريسكيول
ماريسكيول (بالفرنسية: Maresquel-Ecquemicourt)‏ هي بلدية تقع في إقليم باد كاليه من منطقة نور با دو كاليه في شمال فرنسا. تبلغ مساحة هذه المدينة 7.89 (كم²)، وترتفع عن سطح البحر 26 م، يبلغ عدد سكانها 862 نسمة حسب إحصاء المعهد الوطني للإحصاء والدراسات الاقتصادية سنة 2009 م. وترأس Alain Decaudin البلدية خلال فترة (2001-2008).